# Tschechische Volleyballnationalmannschaft der Männer
Die tschechische Volleyballnationalmannschaft der Männer ist eine Auswahl der besten tschechischen Spieler, die den tschechischen Verband (Český Volejbalový Svaz) bei internationalen Turnieren und Länderspielen repräsentiert. Die Mannschaft entstand 1993 nach dem Zerfall der Tschechoslowakei (siehe auch die Tschechoslowakische Mannschaft).

## Geschichte

### Weltmeisterschaften
1994 fehlten die Tschechen zum bei dem WM-Turnier. 1998 kamen sie auf den 21. und 2002 auf den 13. Platz. Bei der WM 2006 schieden sie in der zweiten Runde aus. 2010 belegten sie den 10. Platz und 2014 haben sie sich nicht qualifiziert.

### Olympische Spiele
Bisher nicht qualifiziert.

### Europameisterschaften
1995 erlangten die Tschechen den neunten Platz und 1997 den sechsten. 1999 und 2001 reichte es zum vierten Platz. Doch 2003 schied Tschechien ebenso nach der Vorrunde aus wie 2005. Für die 2007 konnten sich die Tschechien nicht qualifizieren. 2009, 2011 und 2013 haben sie sich zwar qualifiziert, schieden aber schon am Anfang aus.

### Weltliga
Tschechien spielte 2003 zum bislang einzigen Mal in der Weltliga mit und belegten den vierten Rang.

### Europaliga
Das erste Final Four der Europaliga fand 2004 in Tschechien statt und der Gastgeber gewann den Titel. 2005 und 2007 reichte es nur noch zum siebten und neunten Rang.

## Bekannte Spieler
- Josef Musil, 2004 zum Volleyballspieler des Jahrhunderts in Tschechien gekürt
- Jan Stokr, spielt bei Trentino in Italien
- Lukáš Ticháček, bis 2011 bei VfB Friedrichshafen, seit 2011 bei Rzeszów, Polen